# Irish Film and Television Awards 2009
A 6.ª edição do Irish Film and Television Awards teve lugar no dia 14 de Fevereiro de 2009, no Burlington Hotel, em Dublin, na Irlanda. Segue-se uma lsita dos nomeados e vencedores desta edição, nas suas respectivas categorias:

## Cinema
Melhor Filme
- Hunger (Vencedor)
  - 32A
  - A Film with Me in It
  - The Escapist
  - Kisses

Melhor Diretor
- Lance Daly - Kisses (Vencedor)
  - Ian Fitzgibbon – A Film With Me In It
  - Martin McDonagh – In Bruges
  - Declan Recks – Eden

Melhor Argumento
- Martin McDonagh - In Bruges (Vencedor)
  - Lance Daly – Kisses
  - Mark Doherty – A Film With Me In It
  - Enda Walsh – Hunger

Melhor Ator Principal
- Michael Fassbender - Hunger (Vencedor)
  - Colin Farrell – In Bruges
  - Brendan Gleeson – In Bruges
  - Dylan Moran – A Film With Me In It

Melhor Atriz Principal
- Eileen Walsh - Eden (Vencedora)
  - Jenn Murray – Dorothy
  - Kelly O'Neill – Kisses
  - Saoirse Ronan – City of Ember

Melhor Ator Secundário
- Liam Cunningham – Hunger (Vencedor)
  - Stuart Graham – Hunger
  - Gerard McSorley – Anton
  - Peter O'Toole – Dean Spanley

Melhor Atriz Secundária
- Saoirse Ronan – Atonement (Vencedora)
  - Sarah Bolger – The Spiderwick Chronicles
  - Lesley Conroy – Eden
  - Ger Ryan – Dorothy

Prémio George Morrison para Melhor Documentário
- Waveriders (Vencedor)
  - Gabriel Byrne: Stories From Home
  - Saviours
  - Seaview

Melhor Filme Internacional
- In Bruges (Vencedor)
  - The Boy in the Striped Pyjamas
  - Man On Wire
  - Wall E

Melhor Ator Internacional
- Robert Downey Jr – Iron Man (Vencedor)
  - Casey Affleck – Gone Baby Gone
  - Josh Brolin – W.
  - Ralph Fiennes – The Duchess

Prémio Pantene para Melhor Atriz Internacional - Escolha do Público
- Meryl Streep – Mamma Mia! (Vencedora)
  - Angelina Jolie – Changeling
  - Kristin Scott Thomas – I’ve Loved You So Long
  - Emma Thompson – Brideshead Revisited

## Drama em Televisão
Melhor Drama Simples
- Whistleblower (Vencedor)
  - George Gently
  - The Last Confession of Alexander Pearce
  - Little White Lie
  - School Run

Melhor Série Dramática/Novela
- The Tudors (Vencedora)
  - The Clinic
  - Fair City
  - Raw
  - Ros na Rún

Melhor Diretor
- Ciaran Donnelly - The Tudors (Vencedor)
  - Dermot Boyd – Whistleblower
  - Dearbhla Walsh – Little Dorrit
  - Kieron J. Walsh – Raw

Melhor Argumento
- Graham Linehan - The I.T. Crowd  (Vencedor)
  - Stuart Carolan & Barry Murphy – Little White Lie
  - Rob Heyland – Whistleblower
  - Peter McKenna – The Clinic

Melhor Ator Principal
- Aidan Gillen - The Wire (Vencedor)
  - Dominic Mafham - The Clinic
  - Jonathan Rhys Meyers –  The Tudors
  - Stanley Townsend – Whistleblower

Melhor Atriz Principal
- Charlene McKenna - Raw (Vencedora)
  - Elaine Cassidy - Little White Lie
  - Charlene McKenna –  Whistleblower
  - Deirdre O'Kane – Bittersweet

Melhor Ator Secundário
- Peter O'Toole - The Tudors (Vencedor)
  - Michael Fassbender - The Devil's Whore
  - David Herlihy - The Clinic
  - John Kavanagh – George Gently

Melhor Atriz Secundária
- Maria Doyle Kennedy - The Tudors (Vencedora)
  - Orla Brady - Mistresses
  - Hilda Fay - Whistleblower
  - Amy Huberman – The Clinic

## Arte
Melhor Design de Guarda-Roupa
- Joan Bergin - The Tudors (Vencedor)
  - Driscoll Calder - 32A
  - Eimer Ní Mhaoldomhnaigh - Brideshead Revisited
  - Leonie Prendergast – Kisses

Melhor Diretor de Fotografia
- PJ Dillon - 32A (Vencedor)
  - Seamus Deasy - A Film With Me In It
  - Owen McPolin - Little Dorrit
  - Fergal O'Hanlon – Anton

Melhor Edição
- J. Patrick Duffner - Kisses (Vencedor)
  - Shane Sutton - Fight or Flight
  - Ben Yeates - Raw
  - Gareth Young – Eden

Melhor Cabelo e Maquilhagem – patrocionado por M.A.C
- Sharon Doyle & Dee Corcoran - The Tudors (Vencedores)
  - Eileen Buggy & Morna Ferguson - George Gently
  - Joni Galvin & Muriel Bell - Dorothy
  - Liz Byrne – Kisses

Melhor Banda Sonora Original
- David Holmes - Hunger (Vencedor)
  - David Holmes - Cherrybomb
  - Stephen McKeon - Niko & The Way To The Stars
  - Anna Rice – Anton

Melhor Design de Produção
- Tom McCullagh - Hunger (Vencedor)
  - Tom Conroy - The Tudors
  - John Paul Kelly - The Other Boleyn Girl
  - David Wilson – Dorothy

Melhor Banda Sonora
- Ronan Hill & Mervyn Moore - Hunger (Vencedores)
  - Brendan Deasy - A Film With Me In It
  - John Fitzgerald, Patrick Drummond & Caoimhe Doyle - Niko and the Way to the Stars
  - Paul Maynes, Niall Brady & Garret Farrell – Waveriders

## Televisão
Melhor Programa Infantil/Juvenil
- Aifric (Vencedor)
  - Aisling's Diary
  - Funky Fables
  - Quizone

Melhor Programa de Atualidade
- Cocaine (Prime Time Investigates) (Vencedor)
  - A Lost Boy (Spotlight)
  - Slave Labour Ireland (Prime Time Investigates)
  - Teen Bullying (Prime Time Investigates)

Melhor Série Documental
- Bertie (Vencedora)
  - Death or Canada
  - How the Irish Have Sex
  - Mobs Mhericeá

Melhor Documentário
- Cromwell In Ireland (Vencedor)
  - Brian Keenan: Back to Beirut
  - Patrick McCabe: Blood Relations
  - Pimpernel sa Vatican

Melhor Pprograma de Entretenimento
- The Apprentice (Vencedor)
  - The Panel
  - The Podge and Rodge Show
  - Tubridy Tonight

Melhor Programa de Entretenimento Factual
- In the Name of the Fada (Vencedor)
  - Ballet Chancers
  - Celebrity Bainisteoir
  - Who Do You Think You Are?

Melhor Programa Desportivo
- Troid Fhuilteach (A Bloody Canvas) (Vencedor)
  - Brief Encounters of the Sporting Mind
  - Euro 2008
  - Road to Croker... With Bertie Ahern

## Outros
Melhor Animação
- Granny O'Grimm's Sleeping Beauty (Vencedor)
  - Days Like This
  - Niko and the Way to the Stars
  - On The Air: Hypnotised Hen

Melhor Filme de Curta Metragem
- The Door (Vencedor)
  - An Ranger
  - Martin
  - Of Best Intentions

Prémio Especial de Língua Irlandesa
- In the Name of the Fada (Vencedor)
  - Aifric
  - Fairytale of Kathmandu
  - Seacht

Melhor Estrela de Cinema, patrocionado por Bord Scannán na hÉireann/o Irish Film Board
- Michael Fassbender - Ator (Vencedor)
  - Sarah Bolger - Ator
  - Lance Daly - Escritor/Director
  - Enda Walsh - Escritor

Notável Contribuição para o Mundo Cinematográfico
- George Morrison